# Universitat d'Estocolm
La Universitat d'Estocolm (Stockholms universitet) és la universitat més gran de Suècia. Fundada el 1827, té gairebé 70.000 alumnes en les seves quatre facultats. La Universitat d'Estocolm ofereix uns 1.200 cursos i 50 carreres, que cobreixen diverses disciplines com Àrab, Dramatúrgia, Dret, Ciències Polítiques fins a física, química i geografia. S'organitza en 56 departaments, centres i instituts que responen directament als consells de les facultats d'Humanitats, Dret, Ciències Socials i Ciències Naturals.